# Гареев, Артём Аликович
Артём Али́кович Гаре́ев  (4 марта 1992, Уфа, Россия) — российский хоккеист, нападающий.

## Биография
Сын хоккеиста и тренера Алика Гареева. Начал свою профессиональную карьеру в 2009 году в составе клуба Молодёжной хоккейной лиги «Толпара». Вместе с командой дважды завоёвывал бронзовые медали чемпионата. В сезоне 2011/12 стал лучшим бомбардиром МХЛ, набрав 82 (28+54) очка в 59 матчах. Также он стал лучшим ассистентом лиги.
6 сентября 2012 года дебютировал в составе «Салавата Юлаева». 5 октября забросил первую шайбу в КХЛ, отличившись в матче с «Нефтехимиком». Всего за сезон провёл 11 матчей, в которых набрал 2 балла. Большую часть сезона Гареев провёл в «Торосе», фарм-клубе уфимцев в ВХЛ. Он помог нефтекамскому клубу вновь завоевать «Братину».
1 мая 2013 года Гареев был обменян вместе с Сергеем Емелиным в новокузнецкий «Металлург» на Александра Мерескина.
Подписал двухлетний контракт с «Автомобилистом» 30 мая 2014 года.
Брат Данил также хоккеист.

## Статистика
| Легенда | Легенда                    | Легенда | Легенда                   | Легенда | Легенда    |
| ------- | -------------------------- | ------- | ------------------------- | ------- | ---------- |
| И       | Количество проведённых игр | Штр     | Штрафное время            | +/−     | Плюс-минус |
| Г       | Голы                       | П       | Голевые передачи          | О       | Очки       |
| -       | Статистика неизвестна      | —       | Статистика не учитывалась |         |            |

### Клубная
- a В «Плей-офф» учитывается статистика игрока в Кубке Надежды.

## Достижения
| Год        | Команда | Достижение               | Достижение |
| ---------- | ------- | ------------------------ | ---------- |
| 2010, 2011 | Толпар  | Бронзовый призёр МХЛ (2) |            |
| 2013       | Торос   | Обладатель «Братины»     |            |

| Год        | Команда | Достижение                        | Достижение |
| ---------- | ------- | --------------------------------- | ---------- |
| 2011, 2012 | Толпар  | Участник Матча всех звёзд МХЛ (2) |            |
| 2012       | Толпар  | Лучший ассистент МХЛ              |            |
| 2012       | Толпар  | Лучший бомбардир МХЛ              |            |
| 2013       | Торос   | Лучший новичок ВХЛ                |            |